# Pietro Correggio
Pietro Correggio, va ser fill de Giberto IV Correggio i de Paola Visconti, i va ser senyor sobirà de la meitat de Correggio, Campagnola i Fabbrico junt amb els seus germans Giberto V Correggio, Galasso Correggio i Gherardo VI Correggio, des del 1389. El 1391 va rebre l'altra meitat. El gener del 1404 va ocupar Montechiarugolo. Entre els seus títols el de Patrici de Parma i Patrici Venecià, Ambaixador dels senyors de Verona davant el duc d'Àustria el 1364, i Conseller del duc de Baviera el 1398. Va ser podestà de Rímini el 1379 i capità de la Muntanya Bolonyesa el 1391. Va morir el 1410 sense fills.